# François Rozier

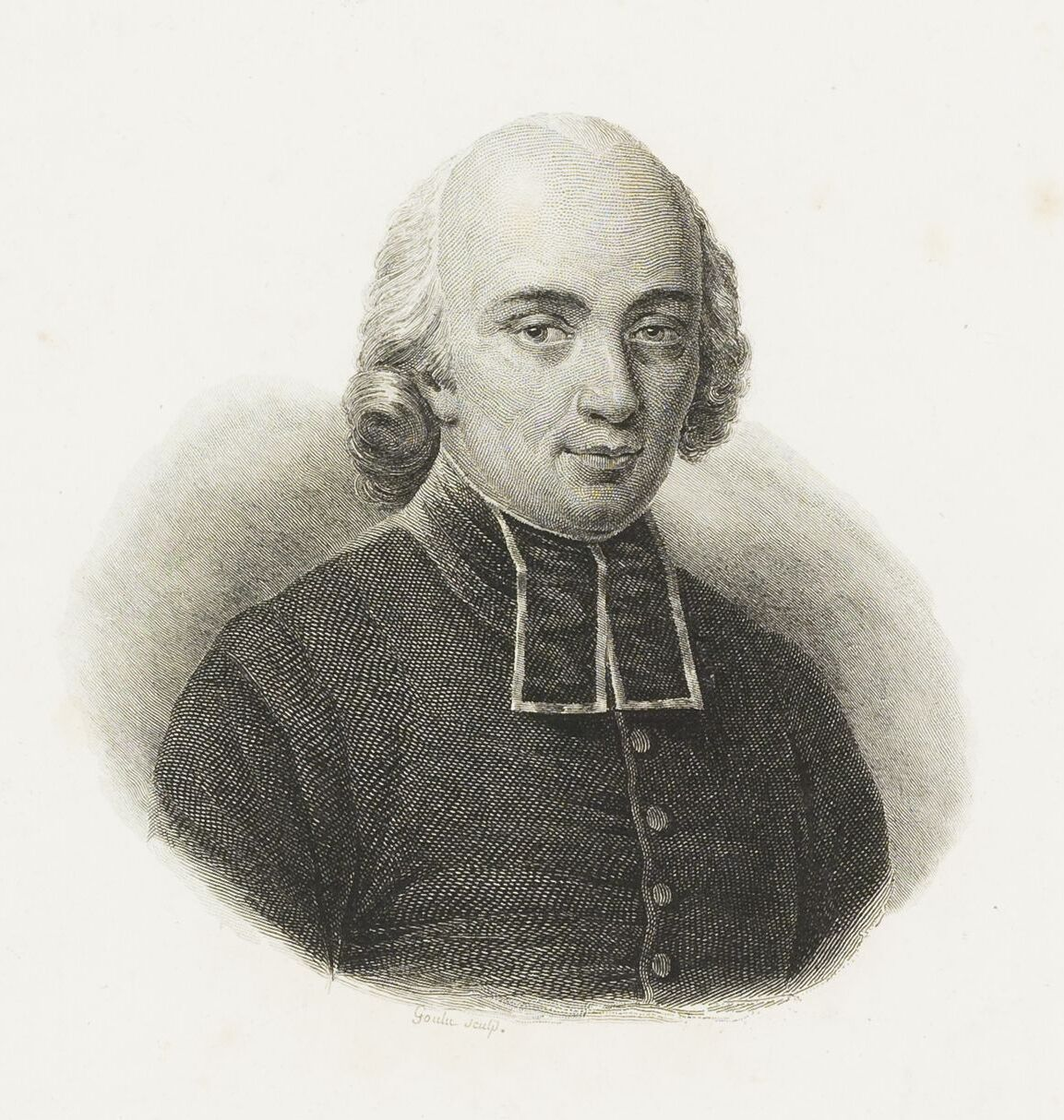
Abbé Rozier

Jean-Baptiste François Rozier  (* 23. Januar 1734 in Lyon; † in der Nacht vom 28. zum 29. August 1793 ebenda) war ein französischer Botaniker und Agrarwissenschaftler. Laienabt in commendam also Schutzherr von Nanteuil-le-Haudouin, Seigneur de Chevreville. Sein offizielles botanisches Autorenkürzel lautet „Rozier“.

## Leben
Rozier studierte in Villefranche-sur-Saône und vorübergehend am Seminar St. Irenäus von Lyon. Er weigerte sich, das Priesterseminar zu besuchen und widmete sich der Wissenschaft. Pauvre, sein Bruder bot ihm die Verwaltung des Familienbetriebs in der Nähe von Vienne an. Er lud Freunde wie Marc Antoine Louis Claret de La Tourrette (1729–1793) und Jean-Emmanuel Gilibert (1741–1814) zu Ausflügen zum Zweck der Pflanzenbestimmung ein. Er traf auch Claude Bourgelat (1712–1779), der eine veterinärmedizinische Lehrstätte in Lyon eröffnete. Rozier wurde 1761 dort Professor für Botanik und medizinische Bereiche. Er gründete einen großen botanischen Garten. Im Jahr 1765 wurde er Studiendirektor. Aber nach Meinungsverschiedenheiten mit Bourgelat verlor Rozier 1769 seinen dortigen Posten.
Die Académie des sciences in Paris erteilte Abbé Rozier 1775 den Auftrag, ein Generalregister für die Académie zu erstellen. Rozier führte erstmals ein Standardformat in Form genormter Spielkarten als Zettelkatalog ein.
Er kehrte auf die Familiendomäne zurück, wo er Jean-Jacques Rousseau empfing. Gemeinsam mit La Tourette verlegte er im Jahr 1776 das Buch Démonstrations élémentaires de botanique, das mehrmals neu aufgelegt wurde.
Rozier ließ sich im Jahr 1771 in Paris nieder, wo er das Journal de Physique kaufte, das er unter dem Titel Journal d’observations sur la Physique, l’Histoire naturelle et sur les Arts et Métiers herausgab. Dieses erschien über zehn Jahre. Anne Robert Jacques Turgot begleitete ihn im Jahr 1775 in den Süden von Frankreich, um die lokale Produktion zu studieren. Im Jahr 1777 reiste er, begleitet von Nicolas Desmarest, in die Niederlande, um Mühlen zu studieren.

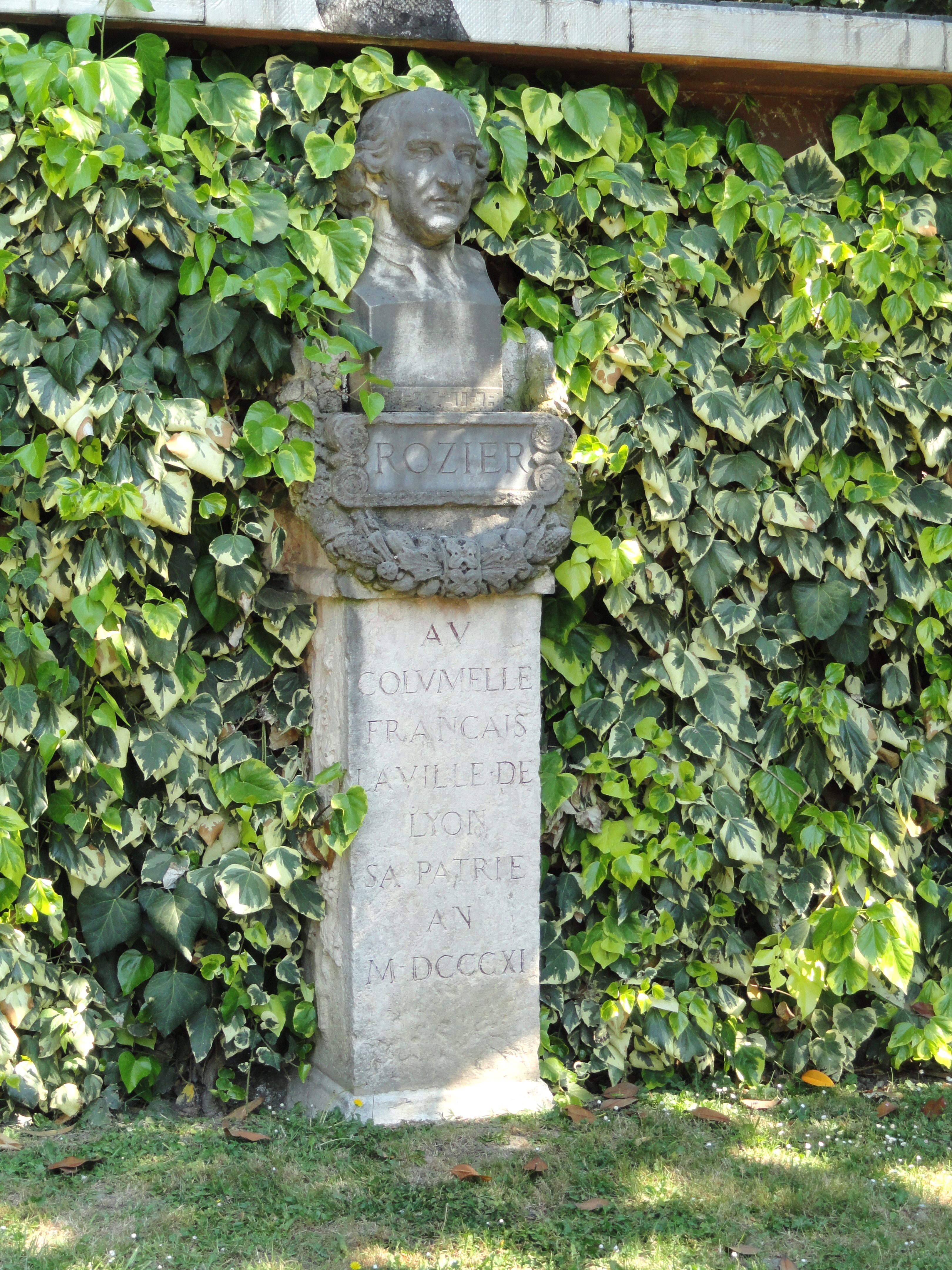
Büste von Rozier im Parc de la Tête d’Or in Lyon

Er zog im Jahr 1779 in die Nähe von Béziers (domaine de Beauséjour), wo er sein Universal- oder Wörterbuch der Landwirtschaft begann. Mit dieser Arbeit hat Rozier die Landwirtschaft wesentlich gefördert. Es war ein Vorreiter in vielen Bereichen. Seine philosophischen Überzeugungen gaben ihn den Verfolgungen der Neider und Ignoranten preis. Der Bischof von Béziers, Aymar Claude de Nicolaï, ging sogar so weit, auf Kosten der Provinz eine Straße durch seinen Besitz zu bauen. Im Jahr 1786 übernahm Rozier die Leitung der landwirtschaftlichen Schule in Lyon. Er kehret einige Jahre später nach Lyon zurück und unterstützte enthusiastisch den Beginn der Revolution. Es beantragte bei den ersten beiden Versammlungen die Schaffung einer nationalen Landwirtschaftsschule.
Rozier kam bei einer Explosion in seinem Haus bei der Belagerung von Lyon im Jahr 1793 ums Leben.

## Ökonomische Tätigkeit
Rozier war maßgeblich an der Redaktion des von Jacques Gautier d’Agoty (1716–1785) begründeten Journal de physique beteiligt, das er unter dem Titel Observations sur la physique, sur l’histoire naturelle et sur les arts weiterführte.

## Werke
- 1771: Mémoire sur la meilleure manière de faire et de gouverner les vins de Provence, soit pour l’usage, soit pour leur faire passer les mers, qui a remporté le prix au jugement de l’Académie de Marseille, en l’année 1770 Tips zur Behandlung der Weine der Provence (F. Brébion, Marseille) – die den Preis im Urteil der Akademie von Marseille im Jahr 1770 erhielt (cez L. Rosset, Lausanne et Lyon).
- 1773: Démonstrations élémentaires de botanique, à l’usage de l’École royale vétérinaire (zwei Ausgaben, Jean-Marie Bruyset, Lyon)
- Observations sur la physique, sur l’histoire naturelle et sur les arts... Juillet-novembre 1771 (Paris).
- 1781–1800: Cours complet d’agriculture théorique, pratique, économique, et de médecine rurale et vétérinaire, suivi d’une Méthode pour étudier l’agriculture par principes, ou Dictionnaire universel d’agriculture, par une société d’agriculteurs, et rédigé par M. l’abbé Rozier (Universallexikon der Agrarwissenschaft; mit 218 Kupferstichen auf denen ländliche Szenen, Haustiere, landwirtschaftliche Gebäude und landwirtschaftliches Arbeitsgerät dargestellt wird. 10 Bände, Hôtel Serpente, Paris). Band 10 (1800) erschien nach dem Tod Roziers. 1805, erschienen zwei Ergänzungsausgaben. [Originalversionen 5/8 und 9 auf gallica]
- Traité théorique et pratique sur la culture de la vigne, avec l’art de faire le vin, les eaux-de-vie, esprit de vin, vinaigres gemeinsam mit Jean-Antoine Chaptal, Antoine Parmentier (Erstausgabe 1801; 2. Auflage 1811; Imprimerie: Delalain, Paris). Theoretische und praktische Abhandlung über die Kultur der Rebe mit der Kunst, den Wein, die Schnäpse, Weinbrand, Essige – einfache und zusammengesetzte – zu bereiten.

Diese Sammlung enthält die damals modernsten, grundlegenden Texte des Weinbaues und der Weinbereitungslehre. Rozier lehrt dort die Kunst, die Rebe zu kultivieren, Dussieux fügt Vermerke hinzu und neue Beobachtungen. Chaptal liefert hier die erste Abhandlung über den Wein. Sie wird Essai sur le vin benannt. Es folgt eine weitere Abhandlung von Rozier über die Destillation und von Parmentier zu den Essigen.